# Dicranota angulata
Dicranota (Rhaphidolabis) angulata là một loài ruồi trong họ Pediciidae. Chúng phân bố ở vùng sinh thái Palearctic.